# Elsa Bruckmann
Elsa Bruckmann, née princesse Cantacuzène de Roumanie le 23 février 1865 à Gmunden et morte le 7 juin 1946 à Garmisch-Partenkirchen, est une salonnière allemande issue de la haute aristocratie roumaine.
Elle a été l'épouse de Hugo Bruckmann (en), éditeur de l'intellectuel Houston Stewart Chamberlain.

## Biographie
Femme du monde, elle tient un salon et se fait une mission de présenter, pendant les années 1920, l'homme politique Adolf Hitler à des industriels. Lors de l'incarcération de Hitler en 1923 à la suite de son putsch raté à Munich, elle lui rend visite à la prison de Landsberg. Il la remercie après son arrivée au pouvoir en lui offrant, à l'automne 1934, une Mercedes.
L’historienne Anna-Maria Sigmund note : « En 1926, le NSDAP était au bord de la faillite. […] Elsa Bruckmann, née princesse Cantacuzène, animait à Munich un salon célèbre où elle présenta Hitler à tous ceux qui détenaient un rang, un nom et de l’influence en Allemagne. À la requête de sa femme, Hugo Bruckmann paya le loyer de Hitler et lui abandonna son palais pour recevoir ses invités. Là, les mains jointes, comme en état d’hypnose, Elsa Bruckmann écoutait ses discours ».
L'écrivain-voyageur suisse Nicolas Bouvier note dans son récit autobiographique Thesaurus Pauperum ou la Guerre à huit ans que la princesse roumaine, toquée de bouddhisme, avait choisi pour Hitler le svastika inversé comme emblème de son parti. Selon Bouvier, le couple Bruckmann (le mari était directeur du Deutsches Museum), avait été fasciné par Hitler, comme beaucoup d'humanistes bavarois, sans avoir lu Mein Kampf ; ils n'étaient ni racistes, ni antisémites, mais viscéralement anti-prussiens.
Après la défaite du Reich — ajoute Bouvier — les Américains ont organisé des visites forcées du camp de Dachau, à l'intention des anciens soutiens de Hitler, qui n'étaient pas conscients de ses crimes. Elsa Bruckmann en serait morte de saisissement quelques jours plus tard. 